# Menjadors de l'Escola de la Font de la Pólvora
Els Menjadors de l'Escola de la Font de la Pólvora és una obra de Girona inclosa a l'Inventari del Patrimoni Arquitectònic de Catalunya.

## Descripció
És un edifici de planta allargassada, d'una sola planta d'alçada i teulat a una sola pendent. Sobresurt, trencant el pendent de la teulada, un cos de finestres d'arc rebaixat i fetes d'obra vista i matxons del mateix material. Aquest cos dona llum a la nau de menjadors. Nau feta de pilastres d'obra vista, i d'arcs rebaixats estructurats. Biguetes de pòrtland vistes i tractament de bandes longitudinals com arrambladors. L'accés es produeix a través d'un porxo de pilarets metàl·lics, que recull l'accés al menjador i la zona de la cuina. La façana principal dreta conté uns serveis pel pati. L'edifici se situa separat dels edificis escolars.

## Història
L'ampliació va ser feta cap al 1980.